# Карл II (Пфальц-Биркенфельд-Цвейбрюккен)
Карл II Август Кристиан Пфальц-Цвейбрюккенский (нем. Karl II. August Christian von Pfalz-Zweibrücken), по прозванию Собачий Карл (нем. Hundskarl; 29 октября 1746, Дюссельдорф — 1 апреля 1795, Мангейм, Margraviate of Baden) — князь и герцог Пфальц-Цвейбрюккена с 1775 года из рода Виттельсбахов.

## Биография
Карл Август Христиан был сыном герцога Пфальц-Биркенфельд-Бишвейлера Фридриха Михаэля (1724—1767) и его супруги Марии Франциски Доротеи Пфальц-Зульцбахской.
12 февраля 1774 года Карл Август вступил в брак с принцессой Марией Амалией, дочерью саксонского курфюрста Фридриха Кристиана. Мария Амалия приходилась двоюродной сестрой французскому королю Людовику XVI, испанскому королю Карлу IV и императрице Марии-Луизе, супруге императора Священной Римской империи Леопольда II. После свадьбы Карл с женой жили в Нойбургском замке.
После смерти своего дяди князя Пфальц-Цвейбрюккена Христиана IV 5 ноября 1775 года Карл II Август наследует его владения. Сыновья Христиана IV, родившиеся в его морганатическом браке с Марианной Камасс Виттельсбахами как его законные наследники не рассматривались. Карл Теодор, герцог Пфальца и Баварии из Зульцбахской ветви Виттельсбахов, также не имел детей, поэтому наследовать его титул и земли должен был опять же Карл II Август, объединив таким образом практически все владения рода Виттельсбахов.
После восшествия на трон Пфальц-Цвейбрюккена Карл Август получил также полностью расстроенные финансы своего предшественника и начал проводить строгие мероприятия по сокращению государственных расходов — так как казна страны была разорена. Через два года Карл Август покупает у кузины своей фаворитки Каролины Августы фон Альтхейм владение Луизенхоф близ Занддорфа у города Хомбург (Саар), перестраивает его и возводит там замок Карлсберг, один из великолепнейших дворцов Европы XVIII века. В замке Карлсберг были им собраны великолепные коллекции произведений искусства, в том числе собрание графики, собрание курительных трубок, коллекция старинного оружия и обширная библиотека. При помощи художника И. Х. фон Манлиха князь создаёт большую картинную галерею, ставшую впоследствии основой для мюнхенской Старой пинакотеки.
Возросшие расходы по строительству дворца Карлсберг и содержанию двора вновь создали большую задолженность; расточительная же жизнь князя, его бесконечные охоты вызывали недовольство местного населения. В то же время среди баварских националистов XIX века он рассматривался как «спаситель Баварии» — так как, в союзе с прусским королём Фридрихом II участвовал в войне за баварское наследство, помешав планам её обмена на Австрийские Нидерланды в 1784—1785 годах и присоединения к империи Габсбургов.
Себя лично Карл Август всегда именовал Карлом II — каким он являлся в генеалогическом древе пфальцграфов Пфальц-Биркенфельд-Бишвейлер.
После начала Великой французской революции и последовавшей за ней войны коалиции европейских монархий с Французской республикой Карл Август сохранял нейтралитет — за что республика гарантировала неприкосновенность его владений и французские армии обходили земли Пфальц-Цвейбрюккена. Однако после казни Людовика XVI Карлу Августу также было предписано явиться на суд в Париж. Однако выступившие 9 февраля 1793 года для его поимки французские войска опоздали — накануне князь, предупреждённый одним крестьянином из Рорбаха, успел бежать в Кайзерслаутерн и далее, в Мангейм. Позднее Карл Август жил замках Мангейма и Гейдельберга. При возвращении на родину, 28 июля 1793 года французы сожгли дворец Карлсберг, однако практически все ценности из него успели ранее вывезти приближённые к князю люди.

## Семья
Единственный сын герцога Карла II Августа Кристиана Карл Август Фридрих (2 марта 1776 - 21 августа 1784) скончался ранее отца, и владения и титулы унаследовал младший брат Карла II Максимилиан I Йозеф, будущий первый король Баварии.

## Происхождение прозвища
Своё народное прозвище Собачий Карл князь, грубо и жестоко обращавшийся со своим простонародьем, получил после следующей трагической истории. Однажды во время охоты, когда Карла Августа сопровождала собачья свора, один из псов набросился на находившегося неподалёку ребёнка. Когда же один из егерей попытался оттащить животное от малыша, князь остановил его, сказав: «Оставь зверюшке эту её радость (Lass dem Tierchen sein Pläsierchen)».